# Attie Brahme
Anna-Kristina (Attie) Brahme, född 6 maj 1916 i Malmö, död 17 april 2003, var en svensk konstnär.
Hon var dotter till häradsskrivaren Sigfrid Brahme och Annie Edgren. Brahme studerade vid Tegnerskole for Kvinder i Köpenhamn och vid Skånska målarskolan i Malmö samt vid Otte Skölds och Isaac Grünewalds målarskolor i Stockholm och under studieresor till Nederländerna, Paris och Egypten. Separat ställde hon ut i Kairo 1948 och på Konstnärshuset 1950. Hon medverkade i samlingsutställningar med Sveriges allmänna konstförening och Skånes konstförening samt i utställningen Unga tecknare på Nationalmuseum 1947. Hennes konst består av stilleben, porträtt, figurer och små intimt hållna landskapsmålningar. Hon signerade sina verk med Attie. 